# Sebastian Vasiliadis
Sebastian Vasiliadis (griechisch Σεμπάστιαν Βασιλειάδης; * 4. Oktober 1997 in Auenwald) ist ein griechisch-deutscher Fußballspieler. Er spielt für den 1. FC Saarbrücken und wird im Mittelfeld eingesetzt.

## Karriere

### Verein
Vasiliadis begann seine Karriere bei der TSG Backnang 1919. 2013 wechselte er zum VfR Aalen, für den er im Mai 2015 in der Oberligamannschaft debütierte. Im August 2015 stand er erstmals im Profikader. Sein Profidebüt in der 3. Liga gab er im November 2015 beim torlosen Remis gegen den Halleschen FC, als er in der Schlussphase eingewechselt wurde. In seiner ersten Saison kam er zu acht Einsätzen. In der Saison 2016/17 kam Vasiliadis regelmäßiger zum Einsatz und stand dabei in 13 seiner 28 Partien in der Anfangsformation, wobei er als offensiver Mittelfeldspieler oder im rechten, im linken oder im zentralen Mittelfeld eingesetzt wurde. In der Saison 2017/18 folgte sein Durchbruch, als er sich einen Stammplatz im Mittelfeld erarbeitet hatte. Da er zwischenzeitlich wegen eines Abszesses ausfiel, blieb es bei lediglich 24 Einsätzen.
Zur Zweitligasaison 2018/19 verpflichtete ihn der Aufsteiger SC Paderborn 07 und stattete ihn mit einem Vertrag bis Juni 2020 aus. Im Dezember 2018 wurde die Laufzeit um ein Jahr verlängert. Nach anfänglichen Schwierigkeiten erkämpfte Vasiliadis sich einen Stammplatz und war dabei im Mittelfeld gesetzt, wobei er überwiegend als zentraler Mittelfeldspieler zum Einsatz kam. Mit dem SC Paderborn stieg er 2019 in die Fußball-Bundesliga auf und auch dort behielt er seinen Stammplatz, wobei er größtenteils auch dieses Mal als zentraler Mittelfeldspieler eingesetzt wurde. Zum Ende der Saison 2019/20 stieg der SC Paderborn wieder aus der Bundesliga ab. Die Saison 2020/21 in der 2. Bundesliga begann für Vasiliadis noch mit einem Stammplatz, wobei er zwischenzeitlich wegen Rückenproblemen pausieren musste, doch in der Folgezeit verlor er seinen Platz in der Stammelf und gehörte nicht mal mehr zum Spieltagskader. Ab Februar 2021 kam er wieder zum Einsatz, wobei er das Saisonende wegen eines Syndesmosebandrisses verpasste. Bei seinen 19 Saisoneinsätzen in der Liga stand Vasiliadis in 13 Partien in der Startelf. Nach Auslaufen seines Vertrages 2021 unterschrieb er beim Lokalrivalen Arminia Bielefeld ein Arbeitspapier bis 2024.
Nach dem Abstieg seiner Mannschaft blieb er der Liga erhalten und wechselte im Sommer 2023 zu Hansa Rostock. Nach dem Abstieg mit den Rostockern in die 3. Liga verließ er den Verein im Sommer 2024, da sein Vertrag dort keine Gültigkeit besaß. Daraufhin wechselte er zum 1. FC Saarbrücken. Mit den Saarbrückenern, für die er in 25 Ligaspielen sechs Tore erzielte, erreichte er 2024/25 den 3. Platz und qualifizierte sich für die Relegation zur 2. Bundesliga. 

### Nationalmannschaft
Vasiliadis stand im November 2019 in der EM-Qualifikation erstmals im Kader der griechischen Nationalmannschaft, kam allerdings nicht zum Einsatz.

## Persönliches
Vasiliadis wurde als Sohn eines Griechen und einer Deutschen im deutschen Ort Auenwald geboren. Im Herbst 2019 erhielt er die griechische Staatsbürgerschaft, um künftig für die Heimat seines Vaters spielen zu können.

## Erfolge
SC Paderborn
- Aufstieg in die Bundesliga: 2019